# Rätmaska

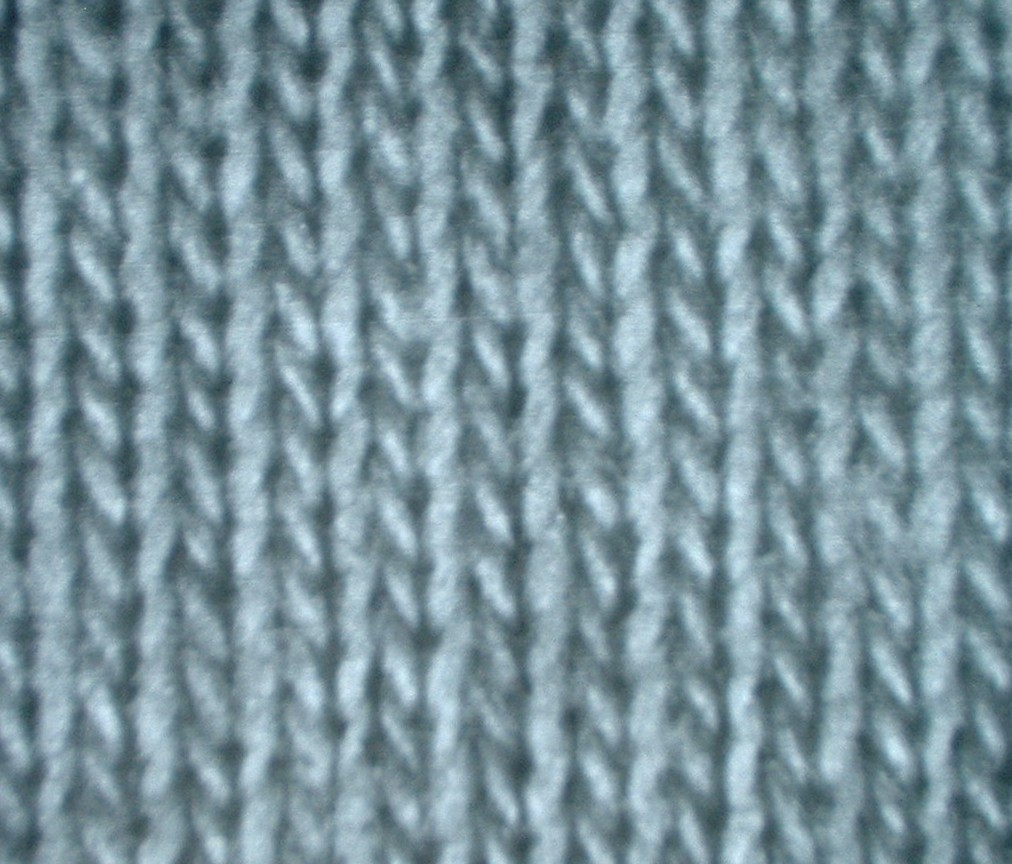
Räta maskor - rätsidan av slätstickning

En rätmaska eller rät maska är en stickad maska som tillsammans med avigmaskan bildar grundmaskorna i stickning. Räta och aviga maskor är spegelbilder av varandra – en maska som är rät från ena sidan är avig från den andra och vice versa. En rät maska stickas vanligtvis med garnänden bakom arbetet och stickan sticks genom öglan från framsidan.
Vid slätstickning blir sidan av stickningen med räta maskor slät, medan avigmaskorna bildar ränder på sin sida. Ett arbete som stickas med enbart räta maskor, rätstickning, blir randigt på båda sidor. 